# Südfactoring

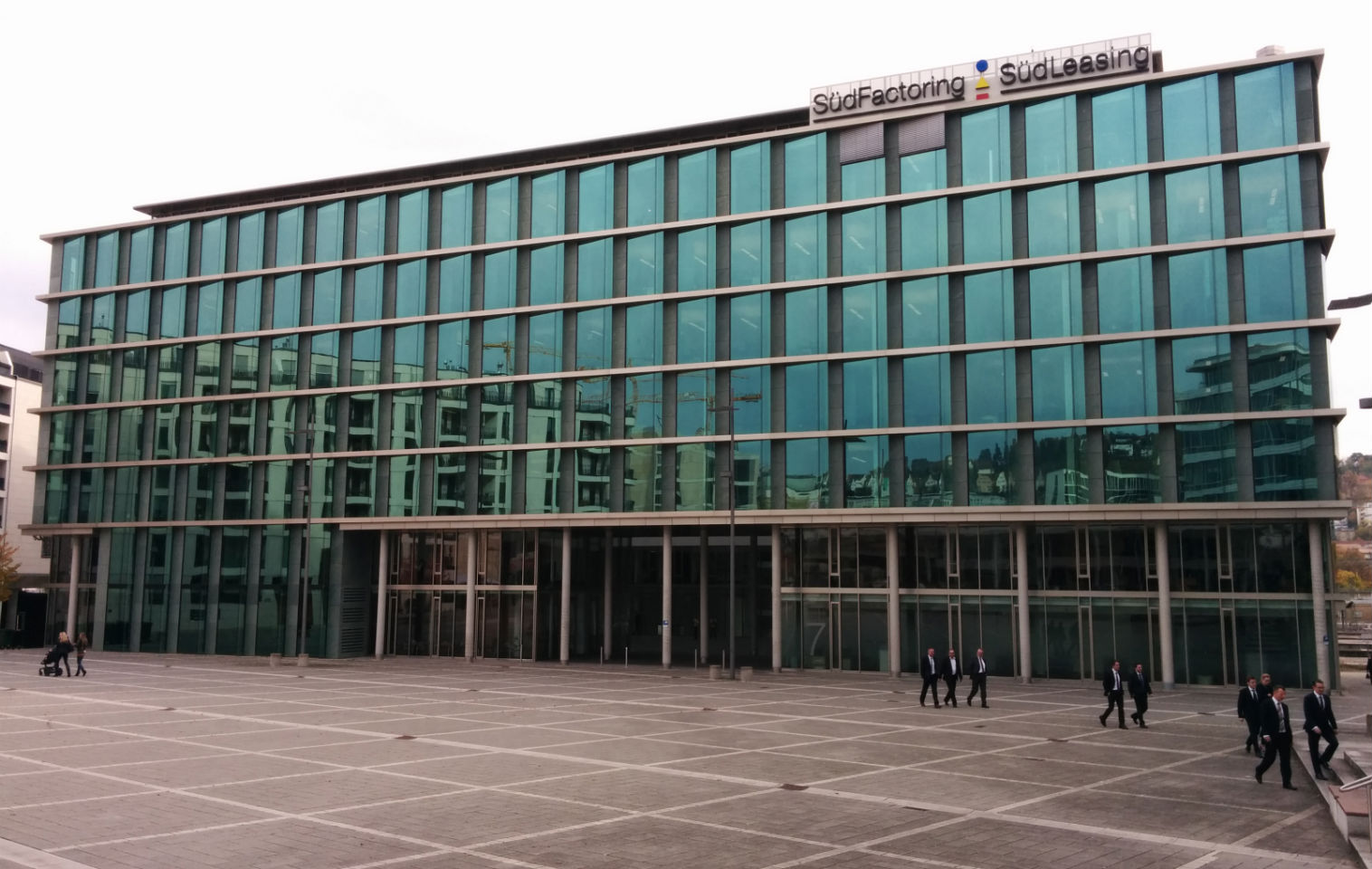
Zentrale von Südfactoring in Stuttgart (2014)

Südfactoring (eigene Schreibweise: SüdFactoring) ist ein deutsches Finanzdienstleistungsinstitut mit Sitz in Stuttgart. Es wurde 1972 gegründet und befindet sich vollständig im Besitz der Landesbank Baden-Württemberg. Die Zentrale des Unternehmens befindet sich am Pariser Platz im Stuttgarter Europaviertel. Südfactoring zählt zu den 500 größten deutschen Unternehmen gemessen am Umsatz.

## Geschichte
Seit dem Gründungsjahr 1972 ist Südfactoring eine unmittelbare Tochtergesellschaft der Württembergischen Girozentrale. Zweck des Unternehmens war es zunächst, das Factoring für inländische Kunden der Girozentrale abzuwickeln. Das Stammkapital betrug 500.000 Deutsche Mark. 1986 überschritt das Factoring bei Südfactoring erstmals das Volumen von einer Milliarde Deutsche Mark, die Kunden kamen damals in erster Linie aus der Textilwirtschaft, Feinmechanik und Optik sowie der Möbelbranche. 2007 übernahm die Landesbank Baden-Württemberg mit der Tochtergesellschaft „R-Procedo Factoring GmbH“ das Factoring der Rewe Group, das später in Südfactoring integriert wurde. Seit 2012 besitzt Südfactoring einen Aufsichtsrat, mit dem die Landesbank Baden-Württemberg die „strategische Bedeutung“ des Unternehmens würdigt.

## Produkte
Kerngeschäft des Unternehmens ist das Factoring: Das bedeutet, dass Südfactoring die Forderungen anderer Unternehmen ganz oder teilweise übernimmt und diese für den Fall eines Verzugs oder Forderungsverlusts absichert. Südfactoring erhält dafür eine Gebühr, die sich üblicherweise an der Höhe der Forderung orientiert. Daneben übernimmt man auf Wunsch die gesamte Debitorenbuchhaltung der Kunden, einschließlich Mahnwesen und Inkasso. Laut Jahresabschluss richten sich die Leistungen von Südfactoring vor allem an mittelständische Unternehmen, deren Umsatz mindestens eine Million Euro beträgt. Es besteht eine Kooperation mit der Schwestergesellschaft Südleasing.